# Gdański Jarmark św. Dominika

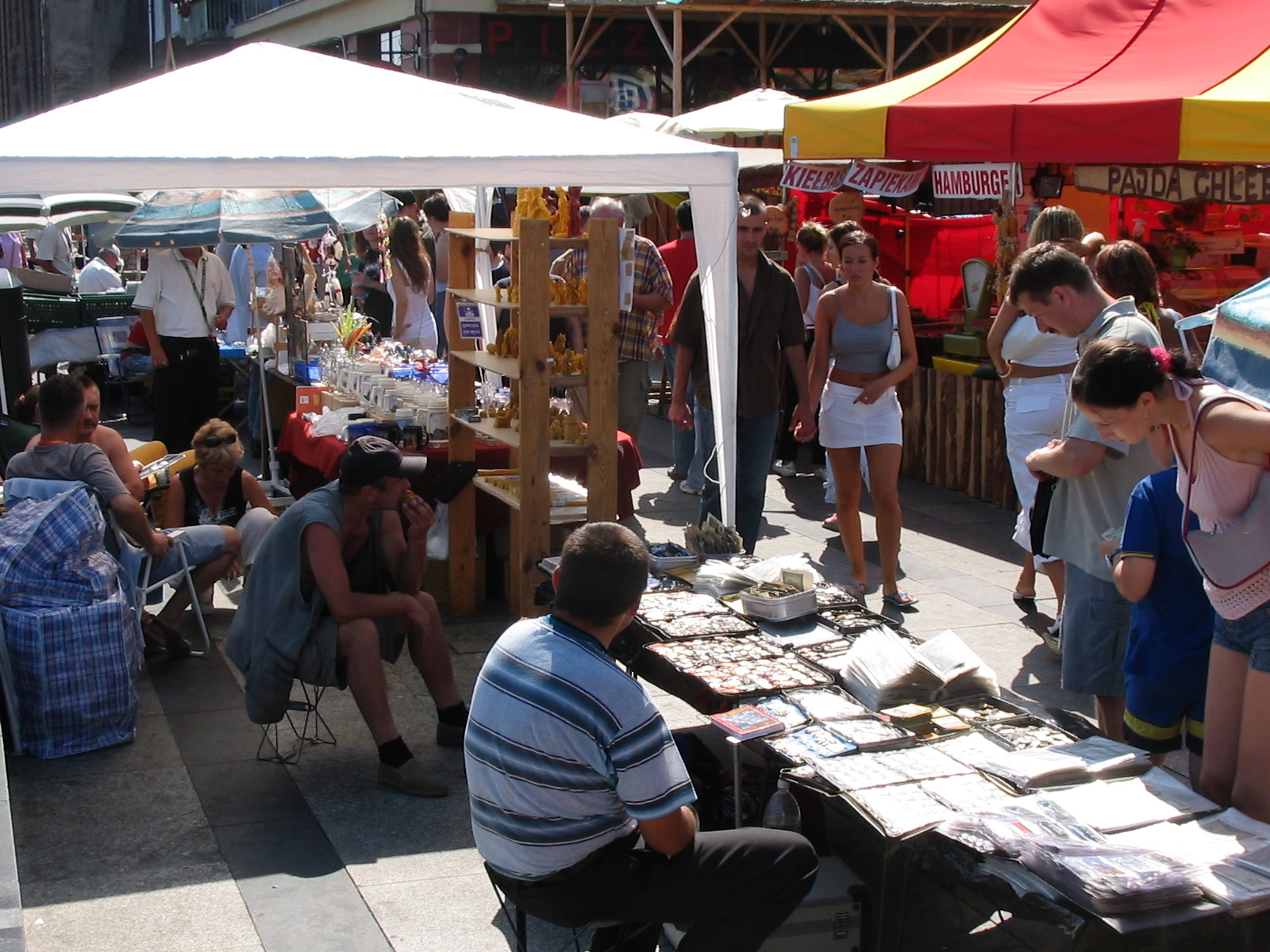
Jarmark, 2004

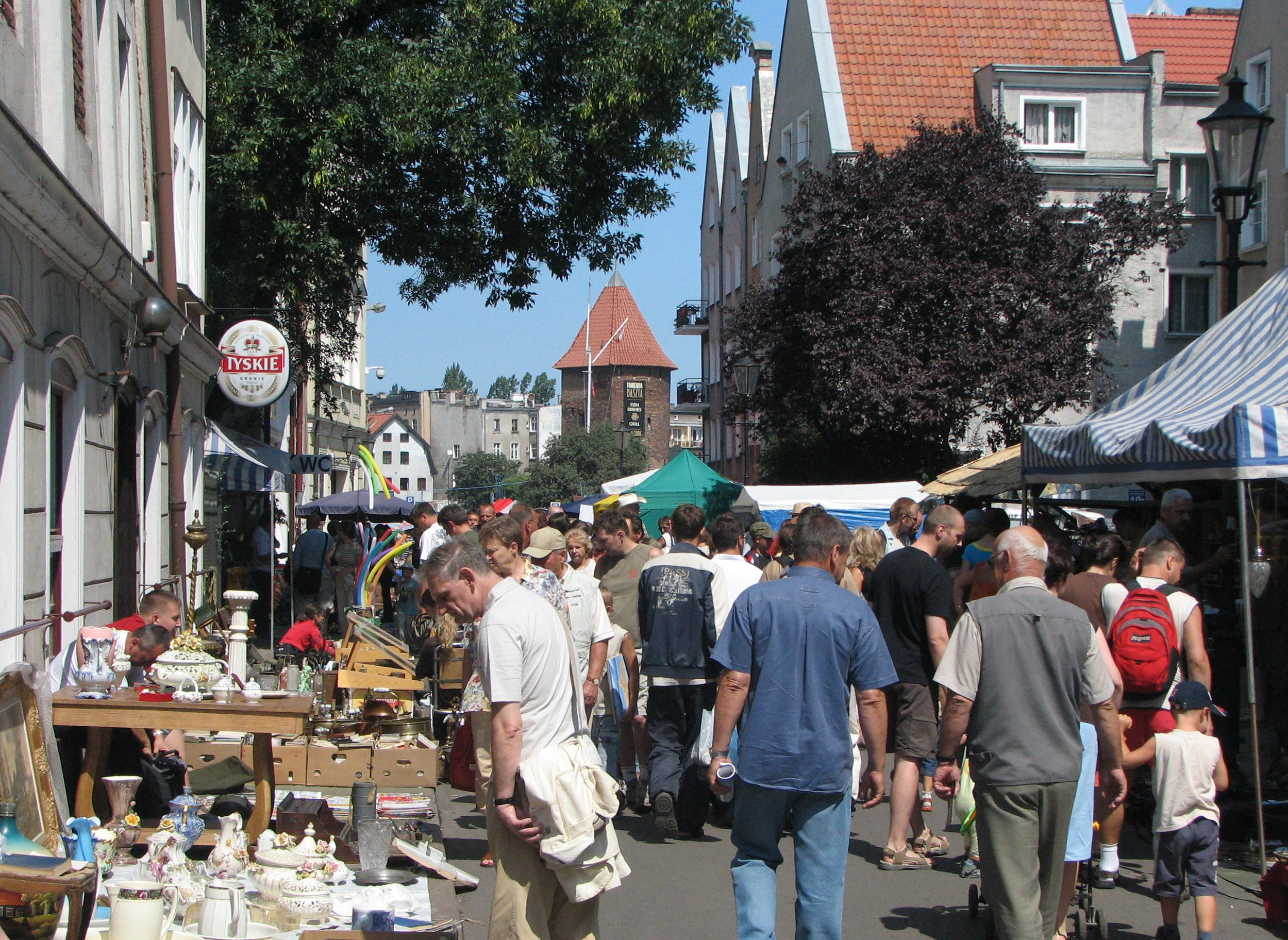
Ulica Warzywnicza. Jarmark św. Dominika, 2006

Jarmark św. Dominika – cykliczna impreza handlowo-kulturalna, która odbywa się co roku na przełomie lipca i sierpnia w Gdańsku na Głównym Mieście. Jest to – obok Weihnachtsmarkt i Oktoberfest – największa tego typu impreza plenerowa w Europie.

## Historia Jarmarku
Tradycja Jarmarku liczy ponad 750 lat, odkąd został on ustanowiony bullą papieską Aleksandra IV w 1260 roku na wniosek dominikanów. Stąd wywodzi się jego nazwa.
Jarmark miał na celu nakłonienie wiernych do uczestnictwa we mszy odpustowej w dzień św. Dominika (wówczas 4 sierpnia), dzięki której można było otrzymać 100 dni zwolnienia z czyśćca. O godz. 12:00 rozbrzmiewały dzwony obwieszczające rozpoczęcie Jarmarku na placu Dominikańskim. Ludowy festyn pierwotnie służył nabożnym modłom i zabawie, a później przekształcił się w imprezę handlowo-kulturalną o dużym znaczeniu dla miasta. Początkowo odbywał się na placu Dominikańskim, ale wraz z postępującym rozwojem imprezy plac szybko okazał się zbyt mały i Jarmark przeniósł się w okolice Wałów Jagiellońskich i ul. Długiej. Zaczęły także powstawać nowe, dodatkowe place targowe, takie jak Targ Drzewny, Sienny, Węglowy, Wąchany, Rybny, których nazwy pochodziły od towarów, jakimi na nich handlowano, oprócz Długiego Targu, którego nazwa pochodzi od jego kształtu. Na sierpniowe Jarmarki do gdańskiego portu przybywało ok. 400 statków z różnych krajów. Dawniej można tam było zakupić pierniki toruńskie, kaszubską ceramikę, czeskie szkło, wschodnie futra i dywany, angielskie sukno, cygańskie garnki, gdańską wódkę i bursztyn. Oprócz kupców zbierali się tam także liczni cyrkowcy, kuglarze, akrobaci i zespoły teatralne.
Jarmark jest ważnym elementem dla Gdańska oraz regionu. W przeszłości były lata, kiedy rezygnowano z organizacji Dominika (tak często nazywano Jarmark przed 1939r.) z powodu wojen czy epidemii, ale raz po raz wracano do tradycji. Najdłużej Jarmarku nie organizowano po II wojnie światowej, która spowodowała, że zniknął z miasta na 31 lat. W 1972 roku z inicjatywy Wojciecha Święcickiego, dziennikarza popularnej gdańskiej popołudniówki „Wieczoru Wybrzeża” wrócił do Gdańska pod nazwą Jarmarku Dominikańskiego. Dziś obowiązującą formalnie nazwę w postaci Jarmarku św. Dominika przywrócono dopiero w 1991 r.
W latach siedemdziesiątych Jarmark był przede wszystkim imprezą handlową, umożliwiającą zakup poszukiwanych towarów. Na specjalnych pokazach nazywanych „Żywym Żurnalem” można było zobaczyć najnowsze, polskie kolekcje odzieżowe.
Z powodu pandemii COVID-19, w 2020 imprezę odwiedziło ok. 250 tys. osób, do czego przyczyniła się zmniejszona o 1/3 (do ponad 600) liczba wystawców.

## Cuda i dziwy na Jarmarku
Jarmark św. Dominika przez lata był miejscem prezentacji nowinek technicznych i ciekawostek. W 1790 roku po raz pierwszy w Gdańsku wzbił się w powietrze balon ogrzewany gorącym powietrzem. W 1843 częstowano nowym rodzajem kawy – mokką, a rok później pokazano tzw. mechaniczną dorożkę – prototyp samochodu. W drugiej połowie XIX wieku pojawiły się stoiska fotograficzne, a na przełomie XIX i XX wieku – objazdowe kinematografy. Choć pierwsze kino w Gdańsku powstało dopiero w 1907 roku, wielu mieszkańców mogło zobaczyć film po raz pierwszy właśnie podczas Jarmarku. 
Jarmark przyciągał też osobliwości – w 1786 roku pokazano tu żywą zebrę, a także prezentowano egzotyczne zwierzęta, karły, bliźnięta syjamskie czy osoby z rzadkimi schorzeniami, występujące w pokazach cyrkowych.

## Jarmark dziś

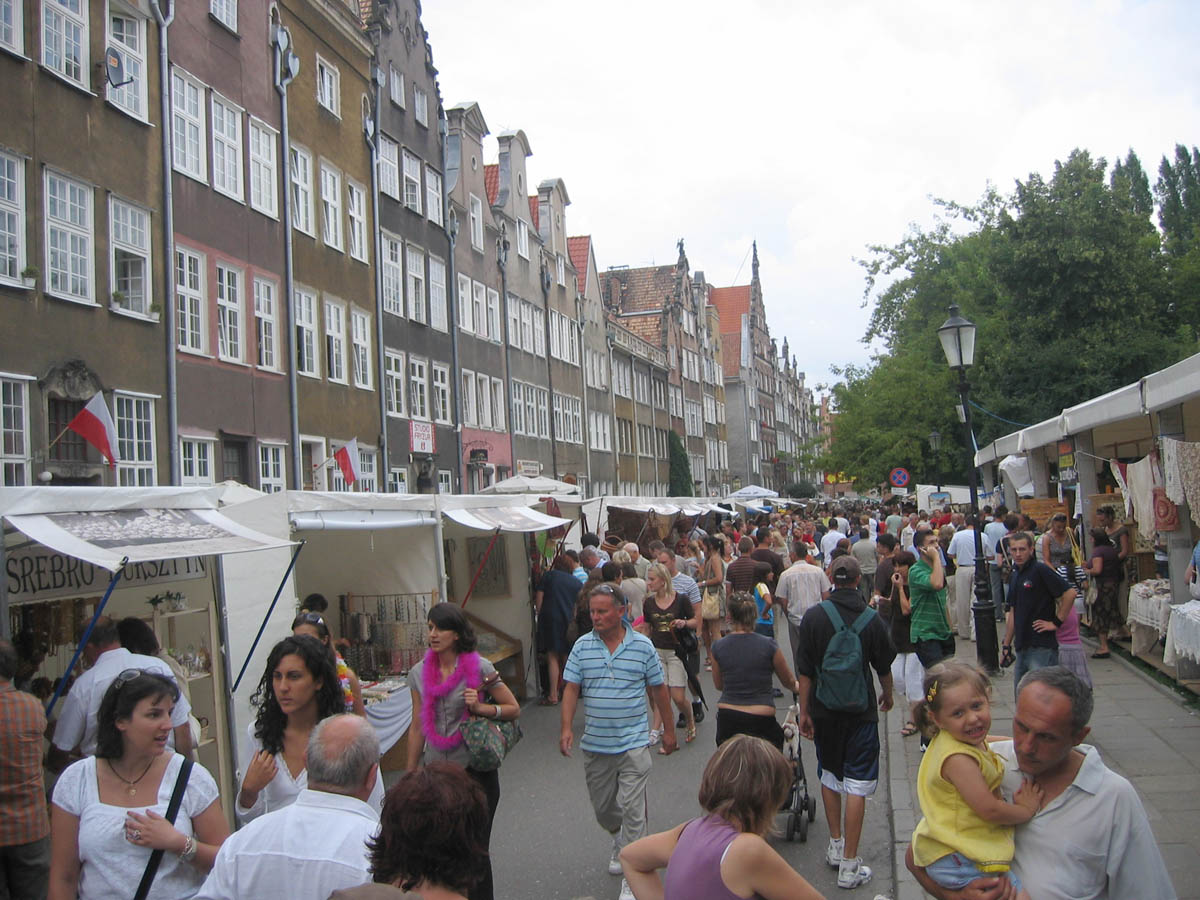
Ulica św. Ducha podczas Jarmarku, 2008

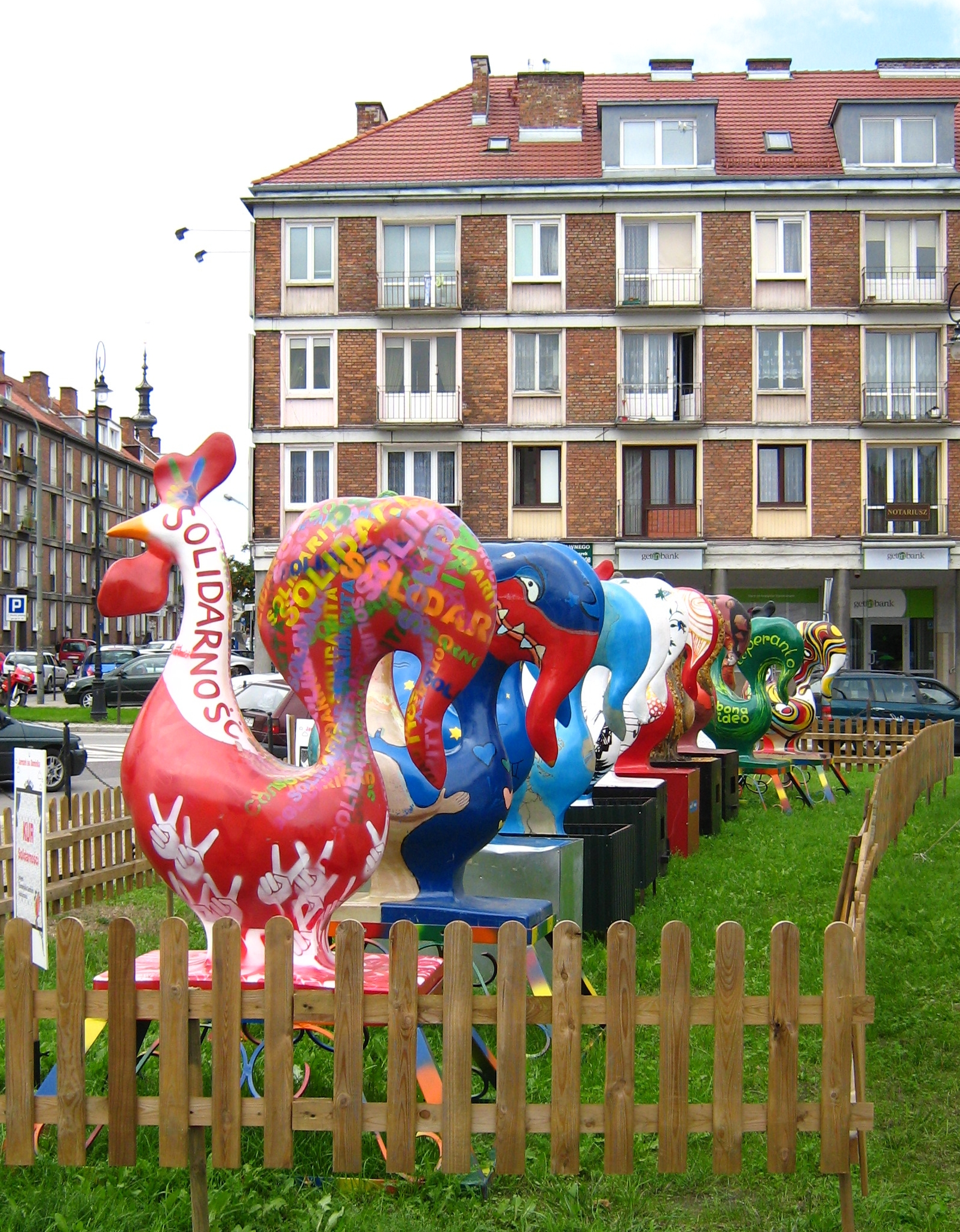
Symbolem Jarmarku jest kogut. Figury kogutów o różnej symbolice, np. Kur Solidarności, Kogut Jana Heweliusza, Kogut Futbolowy, ustawione w centrum miasta

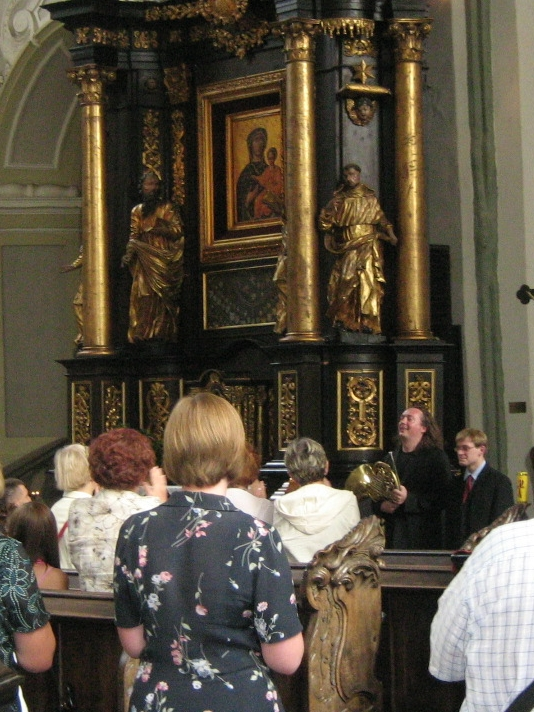
W ramach Jarmarku organizowane są występy artystyczne. Na zdjęciu Dariusz Mikulski (waltornista) i Piotr Michna (organista) po koncercie w kościele św. Mikołaja (klasztorze dominikanów)

Jarmark Dominikański od wznowienia po 1972 roku trwał 2 tygodnie. W 2004 podjęto decyzję o powrocie do korzeni i wydłużeniu imprezy do 3 tygodni. Od wielu już lat co roku bierze w niej udział ponad 750 wystawców: artystów, rzemieślników, kolekcjonerów i gastronomów. 
Formuła obecnego Jarmarku nawiązuje do jego średniowiecznych tradycji, czyli handlowania i dobrej zabawy. Jarmark zlokalizowany jest na terenie Śródmieścia, a jego powierzchnia to 65.000 m2. Składa się z uliczek tematycznych oraz 5 stref programowych.
Przystanek Smaków w Parku Świętopełka wypełniony jest stoiskami gastronomicznymi z zimnym piwem, rusztami, grillami z pieczonymi kiełbaskami, ziemniakami i szaszłykami. Można tam znaleźć również najróżniejsze kuchnie świata, m.in: meksykańską, ukraińską, węgierską, hiszpańską czy uzbecką. Turyści z zagranicy mają również okazję skosztować tradycyjnych polskich dań takich jak pierogi, bigos, czy wiejski chleb ze smalcem i ogórkiem kiszonym.
Przed wojną, działało na terenie jarmarku wesołe miasteczko, które w Wolnym Mieście Gdańsku było wielką atrakcją. W 1938 roku zyskało ono dodatkową sławę, kiedy z cyrkowej menażerii uciekł dwumetrowy krokodyl i wskoczył do Motławy. Upłynęło sporo czasu zanim udało się go odłowić, a wydarzenie to wzbudzało powszechną sensację. Obecnie na Jarmarku jest strefa specjalnie dedykowana dzieciom - Przystanek Przygoda. Działa tam także dziecięcy „pchli targ”.
Rokrocznie zwiększa się liczba stoisk, wśród których są kramy numizmatyków, filatelistów, rękodzieł np. haftu kaszubskiego, a także kramy odzieżowe i galanteryjne. Jednym z najczęściej obieranych kierunków jest strefa kolekcjonerów i antyków. To bardzo ważna cześć Jarmarku św. Dominika. Kolekcjonerzy i sprzedawcy przyjeżdżają tu nie tylko z odległych zakątków Polski, ale i z innych krajów, takich jak Litwa, Łotwa, Niemcy, Austria, Szwecja, Izrael, czy Uzbekistan. Sprzedają oni rękodzieła i pamiątki charakterystyczne dla swojego kraju. Wśród oferowanych towarów znalazły się tu także obrazy Kossaka, Witkacego i innych znanych malarzy.

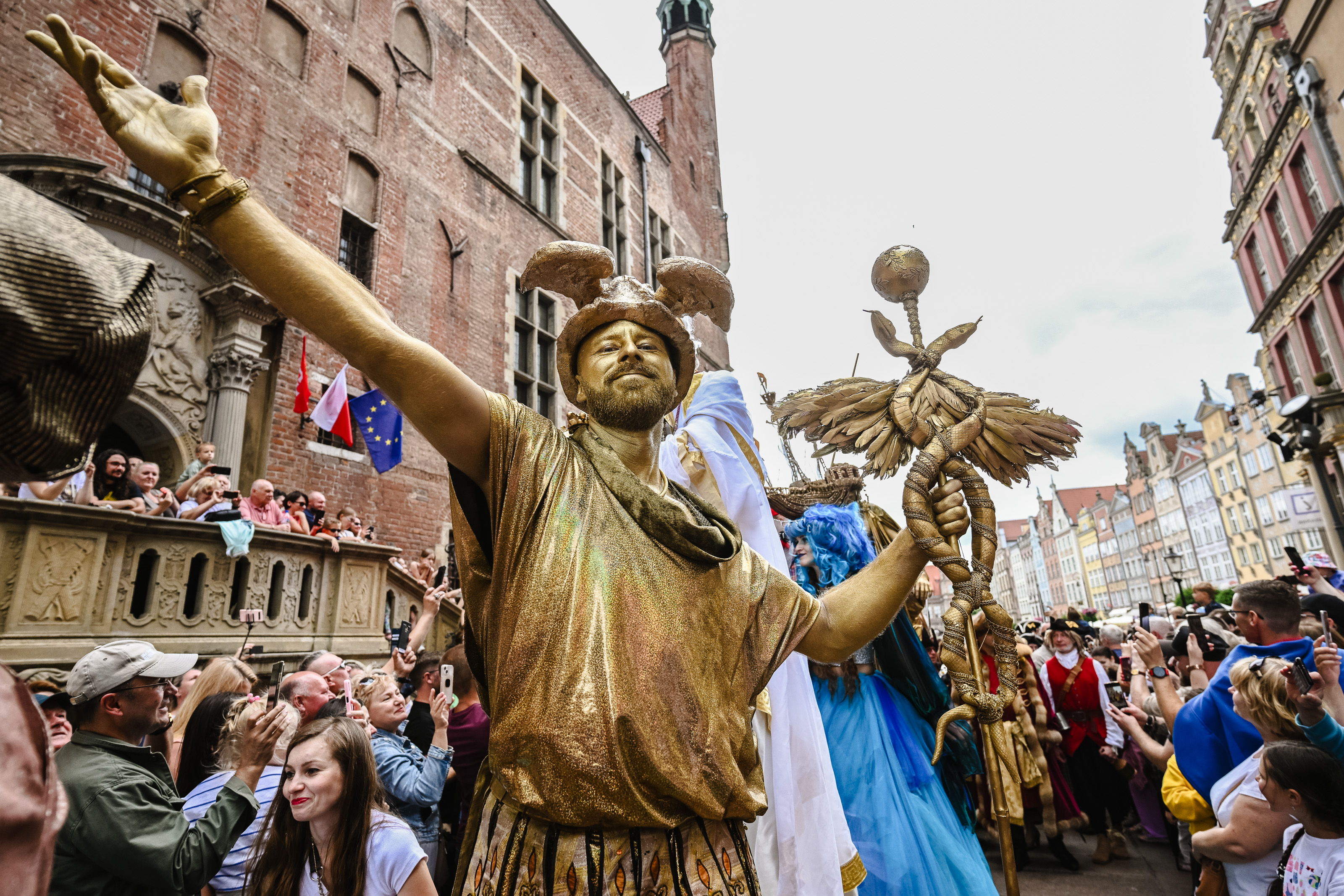
Hermes - Parada Otwarcia Jarmarku św. Dominika

### Lokalizacja Jarmarku
- art. rzemieślnicze i artystyczne – ul. Podmłyńska, ul. Węglarska, ul. Kołodziejska,  ul. Tkacka, ul. Szeroka, ul. Grobla IV, ul. Św. Ducha, ul. Podwale Staromiejskie, Targ Rybny ul. Szafarnia, ul. Grobla III, Most Stągiewny, Zielony Most
- Uliczka Polskich Projektantów – ul. Straganiarska
- strefa kolekcjonerów i antyków – ul. Długie Ogrody[5]
- stoiska gastronomiczne – ul. Rajska, Targ Rybny, ul. Szeroka, ul. Grobla II, Ołowianka,  ul. Długie Ogrody,
- stoiska spożywcze – ul. Podmłyńska, ul. Szeroka, ul. Grobla IV, ul. Szafarnia
- Uliczka Wileńska - ul. Pańska

### Program Jarmarku
Jarmarkowemu handlowaniu towarzyszy kilkaset godzin programu kulturalno-rozrywkowego, który obejmuje:
- festiwale i konkursy
- pokazy teatru ognia
- korowody i parady uliczne
- kino letnie
- koncerty jazzowe: Jazz na Wyspie
- koncerty operetkowe: Koncerty pod Gwiazdami
- silent disco
- koncerty carillonowe
- koncerty muzyki kameralnej i organowej
- imprezy i zawody sportowe (Bieg św. Dominika).